# Marcello de Zaffiri Duarte Mathias
Marcello de Zaffiri Duarte Mathias (auch Marcello Duarte Mathias, * 8. Februar 1938 in Santa Isabel, Lissabon) ist ein Schriftsteller und ehemaliger Diplomat aus Portugal.

## Leben
Mathias wurde in der Stadtgemeinde Santa Isabel der portugiesischen Hauptstadt Lissabon als Sohn des portugiesischen Diplomaten, Politikers und Schriftstellers Marcelo Mathias und der Griechin Fedora Charles Zaffiri geboren, die sich während des diplomatischen Dienstes seines Vaters in Athen kennengelernt hatten. Sein älterer Bruder Leonardo Charles Zaffiri Duarte Mathias wurde ebenfalls Diplomat.
Nach einem Studium an der Universität Oxford (1957 bis 1959) schloss er sein Jurastudium an der Universität Lissabon ab. Später trat er wie sein Vater und sein älterer Bruder in den Auswärtigen Dienst des portugiesischen Außenministeriums ein. Dort war er an verschiedenen Stellen tätig, darunter Sekretär an der Botschaft Portugals in Brasília (1973 bis 1977) und bei der Ständigen Vertretung Portugals bei der EWG in Brüssel (1977 bis 1983). Von 1983 bis 1991 war er im Außenministerium tätig, insbesondere als Pressesprecher des Ministeriums u. a. während des Irakkriegs 1990/1991. Danach wurde er portugiesischer Generalkonsul in New York (1991 bis 1933).
Im Anschluss wurde er selbst Botschafter, als Vertreter Portugals in Indien 1993 bis 1997, mit Mehrfachakkreditierungen für Bangladesch, Nepal und Sri Lanka. Von 1997 bis 2000 war er Botschafter Portugals in Argentinien.
2001 wurde er Ständiger Vertreter Portugals bei der UNESCO, bis 2003. Danach wechselte er in den diplomatischen Ruhestand.
Parallel entwickelte er von Beginn an schriftstellerische Aktivität. Er schreibt seither Fiktion, daneben fanden insbesondere seine Erinnerungen in Form von Chroniken unter dem Titel No Devagar Depressa dos Tempos (portugiesisch für: „In der schnelllebigen Langsamkeit der Zeiten“) Beachtung.
Mathias ist mit Anne-Marie Vaultier verheiratet, das Paar lebt im Kreis Cascais und hat zwei Söhne, Nuno und Marcelo, die beide ebenfalls Diplomaten sind.

## Auszeichnungen

### Diplomatie
- Orden des Infanten Dom Henrique (Offizierskreuz) am 5. Januar 1979
- Christusorden (Offizierskreuz) am 2. Juni 1987
- Portugiesischer Verdienstorden (Großkreuz) am 6. Oktober 1993
- Christusorden (Großkreuz) am 9. Juni 2004[6]

Neben diesen Auszeichnungen in Portugal erhielt Mathias verschiedene Orden im Ausland, darunter den brasilianischen Orden vom Kreuz des Südens und den niederländischen Orden von Oranien-Nassau, zudem Orden in Ecuador, Finnland, Zypern u. a.